# 아이치현 제10구
아이치현 제10구(愛知県 第10区)는 일본의 중의원 선거구이다. 1994년 공직선거법이 개정되면서 신설되었다.

## 지역
- 이치노미야시 일부
- 고난시
- 이와쿠라시
- 니와군